# Festivalbar 1983
La ventesima edizione del Festivalbar coincide con il passaggio alla reti Fininvest.
Due le novità:
1) all'Arena di Verona vengono programmate tre serate il 3, il 7 e il 10 settembre 1983. Nella serata del 3 settembre c'è la tradizionale passerella finale dei protagonisti del Festivalbar e la proclamazione del vincitore, la puntata del 7 settembre è un concerto di Lou Reed e quella del 10 celebra i vent'anni del Festivalbar;
2) tutti i giovedì Canale 5 propone uno spazio riservato ai partecipanti per quindici settimane.
Il meccanismo della manifestazione è lo stesso degli ultimi anni: vincono i motivi più gettonati nei trentamila juke-box sparsi in giro per l'Italia e quelli che ricevono più cartoline (che si possono trovare nei numeri di TV Sorrisi & Canzoni).
Il programma venne condotto da Claudio Cecchetto, Marina Perzy e Vittorio Salvetti; alle serate finali partecipò anche Eleonora Brigliadori, volto di Canale 5 di quel periodo.
In occasione del ventennale Canale 5 realizzò anche uno speciale in due puntate, andato in onda il 16 e il 23 giugno, denominato Festivalbar Story, in cui veniva ripercorsa la storia della manifestazione attraverso filmati dei più grandi successi distintisi nel corso delle precedenti edizioni, condotto in studio dal "patron" Vittorio Salvetti e dalla conduttrice e attrice Daniela Poggi.
Il vincitore assoluto fu Vasco Rossi con Bollicine, mentre per la sezione DiscoVerde si impose Scialpi con il brano Rocking Rolling, seguito, a pari merito al secondo posto, da Rossana Casale con Didin, Enrico Ruggeri con Polvere e Diana Est  con Le Louvre. Premio rivelazione a Garbo con Generazione. Sigle del programma Every breath you take di Sting, Juliet di Robin Gibb e Vamos a la playa de I Righeira.

## Cantanti e canzoni in gara
| Interprete                      | Canzone                    | Note                                                                                         |
| ------------------------------- | -------------------------- | -------------------------------------------------------------------------------------------- |
| Accademia                       | Verdi Hit's                |                                                                                              |
| Alberto Camerini                | Computer capriccio         |                                                                                              |
| Ivan Cattaneo                   | Io ho in mente te          |                                                                                              |
| Culture Club                    | Church of the Poison Mind  |                                                                                              |
| F.R. David                      | I Need You                 |                                                                                              |
| Eugenio Finardi                 | Le ragazze di Osaka        |                                                                                              |
| Garbo                           | Generazione                | presente alla finale dell'Arena di Verona, quinto posto al Festivalbar (493.500 preferenze)  |
| Gepy & Gepy                     | Serenata per una notte blu |                                                                                              |
| Ivan Graziani                   | Il chitarrista             |                                                                                              |
| Heaven 17                       | Temptation                 |                                                                                              |
| Imagination                     | Looking at Midnight        |                                                                                              |
| Mario Lavezzi e Giulia Fasolino | Dolcissima                 |                                                                                              |
| Fausto Leali                    | Canzone amara              |                                                                                              |
| Nada                            | Amore disperato            | presente alla finale dell'Arena di Verona, secondo posto al Festivalbar (722.000 preferenze) |
| Anna Oxa                        | Senza di me                | presente alla finale dell'Arena di Verona, terzo posto al Festivalbar (585.500 preferenze)   |
| Ph.D.                           | Fifth of May               |                                                                                              |
| Giusto Pio                      | Restoration                |                                                                                              |
| Tiziana Rivale                  | L'amore va                 |                                                                                              |
| Vasco Rossi                     | Bollicine                  | presente alla finale dell'Arena di Verona, vince il Festivalbar (764.500 preferenze)         |
| Giuni Russo                     | Sere d'agosto              |                                                                                              |
| Jo Squillo                      | Avventurieri               |                                                                                              |
| Gianni Togni                    | Per noi innamorati         | presente alla finale dell'Arena di Verona, quarto posto al Festivalbar (550.000 preferenze)  |

## Partecipanti al torneo "Radio Squash Vidal"
| Interprete                  | Canzone                           | Note |
| --------------------------- | --------------------------------- | ---- |
| Ad Visser & Daniel Sahuleka | Giddyap a gogo                    |      |
| Bananarama                  | Na Na Hey Hey Kiss Him Goodbye    |      |
| Freur                       | Doot doot                         |      |
| Gaznevada                   | I.C. Love Affair                  |      |
| Lola                        | Weekend Holiday                   |      |
| Night Force                 | Hold the Night                    |      |
| Opus                        | Flyin' High                       |      |
| R. Bais                     | Living in New York                |      |
| The Peppermints             | Hula Hoop                         |      |
| Chris Rea                   |                                   |      |
| The Twins                   | Not the Loving Kind               |      |
| Time                        | Shaker Shake                      |      |
| Trio                        | Bum Bum                           |      |
| Wall Street Crash           | You Don't Have to Say You Love Me |      |
| Vivien Vee                  | Higher                            |      |

Torneo riservato a brani dance

## Partecipanti al Discoverde
| Interprete      | Canzone                    | Note |
| --------------- | -------------------------- | ---- |
| Mario Acquaviva | Ho perso tutto             |      |
| Berto           | Gocce di creme             |      |
| Rossana Casale  | Didin                      |      |
| Jo Chiarello    | Che ora sarà               |      |
| Claxon          | Stelle stelle              |      |
| Luca Cola       | La felicità                |      |
| Lu Colombo      | Dance all nite             |      |
| Diana Est       | Le Louvre                  |      |
| Bruno Laurenti  | Giulietta e Romeo          |      |
| Marivana        | I musicisti (però le note) |      |
| Rino Martinez   | Masticando                 |      |
| Giovanni Nuti   | Ma vai...al mare           |      |
| Fabio Rigato    | Sera d’estate              |      |
| Enrico Ruggeri  | Polvere                    |      |
| San Sebastian   | Sophia National            |      |
| Scialpi         | Rocking Rolling            |      |
| Studio 4        | Lucy                       |      |
| Valentino       | Domani è domenica          |      |

I dieci finalisti vengono selezionati dopo una serie di tappe in giro per l'Italia. Le tappe: Chioggia Sottomarina, Asiago, Ischia, Riccione, Ferrara, Fiera di Primiero, San Martino di Catrozza.

## Cantanti e canzoni fuori gara
- Fiorella Mannoia - Torneranno gli angeli
- Joan Armatrading - Drop the Pilot
- Phaeax - Talk About
- Sandy Marton - Ok.Run
- Mike Oldfield feat. Maggie Reilly - Moonlight Shadow
- Bobby Solo - Straniero
- Christopher Cross - No Time for Talk e All Right
- Tempi Duri - Jekyll
- Marcella - Nell'aria
- Gazebo - I like Chopin
- Rita Coolidge - All Time High e Stop Wasting Your Time
- Ivano Fossati - La musica che gira intorno
- Giuni Russo - Abbronzate dai miraggi
- Laid Back - Sunshine Reggae
- Richie Havens - Death at an Early Age
- Jim Capaldi - Tonight You're Mine
- Gary Low - I Want You
- Robin Gibb - Juliet e How Old Are You
- Rose Laurens - Africa
- Dori Ghezzi - Piccole donne
- Ombretta Colli - Cocco fresco cocco bello
- Massimo Bubola - Il cielo non cadrà
- Gianni Bella - Il patto e Nuova gente
- Rettore - Io ho te
- Alice -  Solo un'idea e Il profumo del silenzio
- Masquerade - Guardian Angel
- Gruppo Italiano - Tropicana
- Umberto Tozzi - Nell'aria c'è
- Federico and Marrakech Orchestra - Casbah Boogie
- Orchestral Manoeuvres in the Dark - Telegraph
- Hotline & PJ Power & Steve Kekana - Feel so Strong
- Franco Califano - Io per amarti
- Banco - Moby Dick
- Paolo Frescura - Amore mio
- Nicolette Larson - I only want to be with you
- Laura Ducci - In due

## Organizzazione
- Fininvest

## Direzione Artistica
- Vittorio Salvetti